# HLB 11 und 12
Die Tenderlokomotiven 11 und 12 wurden von der Lokomotivfabrik Maschinenfabrik Esslingen (ME) als Universallokomotiven für die Hohenzollerischen Landesbahn-Aktiengesellschaft (HLB) gebaut. Die Lokomotiven waren die ersten Lokomotiven der ME für diese Bahngesellschaft und die ersten vierachsigen Lokomotiven der ME.
Noch vor dem Zweiten Weltkrieg wurden sie auf den Betrieb mit Heißdampf umgebaut. 1964 wurde die ab 1956 als HzL 12 bezeichnet Lokomotive ausgemustert und verschrottet. Die HzL 11 war bis 1969 im Dienst und kam danach zur Gesellschaft zur Erhaltung von Schienenfahrzeugen.

## Geschichte und Einsatz
Vor dem Ersten Weltkrieg gab es bei der Hohenzollerischen Landesbahn-Aktiengesellschaft einen großen Verkehrsaufschwung, der von den vorhandenen zweiachsigen Lokomotiven der Lokomotivfabrik Hohenzollern nicht mehr bewältigt werden konnte. Nachdem 1906 bei der Maschinenfabrik Esslingen die Württembergische T 4 entstand, entwickelte die Gesellschaft fünf Jahre später eine etwas kleinere und vor allem leichtere Variante für die Privatbahngesellschaft, die auch auf Strecken mit geringerer zulässiger Achslast verkehren konnte. Es wurden mit den Fabriknummern 3630/1911 und 3631/1911 zwei Lokomotiven hergestellt.
Für die steigungs- und kurvenreichen Strecken wurde durch die guten Erfahrungen mit der T 4 auf das System Gölsdorf zurückgegriffen.
Als fünf Jahre später die Württembergische T 6 gebaut wurde, sollte die Zugkraft der HLB 11–12 weiter erhöht werden. 1936 wurden beide Lokomotiven bei der ME als Heißdampflokomotiven umgebaut. Hatten sie auf den steigungsreichsten Abschnitten der Bahnstrecke Hechingen–Gammertingen bisher 120 t befördert, so konnten sie nach dem Umbau 140 t befördern. Beide Lokomotiven überstanden den Zweiten Weltkrieg.
Die HLB 11 wurde 1945 durch Tieffliegerangriffe schwer beschädigt und wieder aufgebaut. 1956 entgleiste sie bei einem Unfall.
Als Ende der 1950er Jahre die Diesellokomotive V 81 zur Verfügung stand, konnte auf die Dienste der Dampflokomotiven verzichtet werden und die Lok 12 wurde 1964 ausgemustert sowie verschrottet.
Die HLB 11, die bereits 1967 und 1968 mehrere Eisenbahnsonderfahrten für die Gesellschaft zur Erhaltung von Schienenfahrzeugen durchgeführt hatte, kam nach ihrer Ausmusterung in den Besitz der Gesellschaft. Nach dreijähriger Abstellung wurde sie 1971 wieder betriebsfähig hergestellt und führt seit der Zeit wieder Museumsfahrten auf der Killertalbahn durch. Später fuhr sie mehrmals auf der Bahnstrecke Nürtingen–Neuffen.

## Technik
Die Lokomotiven besitzen einen Blechrahmen, der als einfacher genieteter Plattenrahmen ausgeführt ist. Die Wasservorräte sind in seitlichen Kästen untergebracht, die bis zu den Zylindern reichten. Zur Verbesserung der Sichtverhältnisse waren diese vorn abgeschrägt. Die Lokomotive wirkt durch die tiefe Kessellage etwas gedrungen. Die Radsätze zwei und vier sind seitenverschiebbar im Rahmen gelagert, die anderen fest. Antriebsachse ist der dritte Radsatz. Der Achsabstand wurde symmetrisch gewählt.
Die Lokomotiven besaßen ursprünglich ein Nassdampftriebwerk und eine Steuerung mit Flachschiebern. Beim Umbau 1936 auf Heißdampf wurde ein Überhitzer Bauart Schmidt eingebaut, und die Steuerung erhielt Kolbenschieber. Die Steuerung ist Bauart Heusinger, der Kreuzkopf einschienig auf der Gleitbahn geführt.
Auffallend bei den Loks sind die voluminöse Abstützung der Rauchkammer am Rahmen, die gemeinsame Kesselverkleidung zwischen Sand- und Dampfdom und der Ausschnitt für die Steuerungswelle. Zur Signalgebung sind ein vor dem Schornstein liegendes Läutewerk und eine auf dem Führerhausdach platzierte Dampfpfeife vorhanden. Die Beleuchtung war ursprünglich eine Petroleumbeleuchtung, später erfolgte der Umbau auf elektrische mit Dreilicht-Spitzensignal. Der Turbogenerator dazu wurde hinter dem Schornstein quer zur Fahrtrichtung untergebracht. Die Lokomotiven besaßen die Wurfhebelbremse und die Indirekte Bremse von Knorr. Abgebremst wurden die Radsätze einseitig von vorn. Die dafür benötigte Luftpumpe sitzt rechts neben der Rauchkammer.